# 하동군 (베트남)
하동군(베트남어: Quận Hà Ðông / 郡河東)은 베트남 하노이의 행정 구역으로 하떠이성의 옛 성도이다. 2018년을 기준으로 인구는 352,002명으로 호앙마이군에 이어 베트남에서 두 번째로 인구가 많은 군이다. 눼강과 다이강 사이에 위치해 있으며, 하노이 중심부로부터 남서쪽으로 10km 떨어진 곳에 위치해 있다. 하동에는 하노이 수도의 여러 도시 행정 기관이 있고, 문화와 전통이 풍부한 땅으로 현재 하노이에서 가장 빠른 사회 경제적 발전을 이루는 지역 중 하나이다.

## 행정 구역
하동군은 17의 프엉을 관할하고 있다.
- 꽝쭝 (Quang Trung / 光中)
- 응우옌짜이 (Nguyễn Trãi / 阮廌)
- 하까우 (Hà Cầu / 河梂)
- 반푹 (Vạn Phúc / 萬福)
- 푹라 (Phúc La / 福羅)
- 옛끼에우 (Yết Kiêu / 歇驕)
- 모라오 (Mỗ Lao / 慕牢)
- 반꽌 (Văn Quán / 文館)
- 라케 (La Khê / 羅溪)
- 푸라 (Phú La / 富羅)
- 키엔훙 (Kiến Hưng / 建興)
- 옌응이어 (Yên Nghĩa / 安義)
- 푸르옹 (Phú Lương / 富良)
- 푸람 (Phú Lãm / 富覽)
- 즈온노이 (Dương Nội / 陽內)
- 비엥장 (Biên Giang / 邊江)
- 돈마이 (Đồng Mai / 桐枚)

## 교육
- 페니카아 대학교
- 다이남 대학교
- 하동 의대
- 군사 의료 아카데미
- 군사 정치 아카데미
- 하노이 건축 대학교

## 병원
- 103 군사 의료 연구소 - 국방부 직속 - 베트남 인민군
- 국립 화상 연구소 (Bệnh viện Đa khoa Quận Hà Đông)
- 하동군립 종합 병원 (Bệnh viện Đa khoa Quận Hà Đông)
- 하노이 경찰 병원 (Bệnh viện Công an Hà Nội)
- 하노이시립 아동 병원 (공사중)
- 하동 전통 의학 병원 (Bệnh viện Y học Cổ truyền Hà Đông)
- 투에띤 병원 (Bệnh viện Tuệ Tĩnh)
- 하동 09 병원 (Bệnh viện 09 Hà Đông)
- 하동 16A 종합병원 (Bệnh viện Đa khoa 16A Hà Đông)

## 쇼핑
- 빅C 하동 수퍼마켓
- 하동 시장
- 슈퍼마켓 빈마트 쩐푸 (VinMart Trần Phú)
- 슈퍼마켓 빈마트 반꽌 (VinMart Văn Quán)
- 슈퍼마켓 빈마트 꽝쭝 하동(VinMart Quang Trung - Hà Đông)

## 같이 보기
- 하떠이성
- 하노이